# Жидоусово
Жидоу́сово (рос. Жидоусово) — село у складі Сорокинського району Тюменської області, Росія.
Населення — 206 осіб (2010, 326 у 2002).
Національний склад станом на 2002 рік:
- росіяни — 89 %